# Keegan Bradley
Keegan Bradley (* 7. Juni 1986 in Woodstock, Vermont) ist ein US-amerikanischer Profigolfer der US-PGA Tour. Sofort in seinem ersten Jahr auf der Tour erregte er mit dem Gewinn der 2011 PGA Championship großes Aufsehen. Neben der Tatsache, dass er erst der dritte Profispieler nach Ben Curtis und Francis Ouimet war, der bei seinem ersten Major-Auftritt gewinnen konnte, war er der erste, der dabei einen Belly Putter benutzte. Infolge seiner Erfolge wurde er auch zum Rookie of the year 2011 der PGA Tour gewählt.

## Frühes Leben
Keegan Bradley wuchs, für einen amerikanischen Golfprofi eher untypisch, im Bundesstaat Vermont auf.
Während der langen Winter in Vermont nahm er regelmäßig an Skirennen teil.
Doch als er bemerkte, dass ihm die Witterungsbedingungen beim Golf lieber waren als beim Skifahren,
entschied er sich mit 12 Jahren, sich ganz auf den Golfsport zu konzentrieren.
Einen großen Anteil daran hatte seine Tante Pat Bradley, welche sein frühes Vorbild war.
Pat hat 31 Turniere auf der LPGA Tour gewonnen und ist Mitglied in der World Golf Hall of Fame.

## Karriere
Im Jahr 2008 entschied er sich dazu, Profi zu werden. Er startete auf der NGA Hooters Tour, wo ihm bei seinem fünften Antreten auch schon der erste Sieg gelang. Im Jahr 2009 gelang ihm ein weiterer Sieg auf dieser Tour und er machte erste Erfahrungen auf der Nationwide Tour, wo es ihm gelang, bei zwei Starts zweimal den Cut zu schaffen. Im Jahr 2010 spielte er durchgehend auf der Nationwide Tour. Nach zögerlichem Start gelangen ihm am Saisonende vier aufeinanderfolgende Top-5-Ergebnisse, welche ihm den 14. Platz in der Endabrechnung einbrachten und er sich somit die Spielerlaubnis auf der PGA-Tour sichern konnte. Schon im zweiten Turnier auf der PGA-Tour im Jahr 2011 gelang ihm ein Top-Ten-Ergebnis bei den Bob Hope Classics. Und auch sein erster Sieg gelang ihm schon in seinem ersten Jahr bei den HP Bryon Nelson Championships im Playoff gegen Ryan Palmer.

### 2011 PGA Championship
Einige Wochen nach seinem ersten Sieg auf der PGA-Tour konnte er auch sein erstes Major spielen, die PGA Championship. Mit einer 64 am zweiten Tag übernahm er die Führung, welche er jedoch am dritten Tag an Jason Dufner um einen Schlag wieder abgeben musste. Am Finaltag, nachdem er am 15. Loch ein Triplebogey gespielt hatte, lag er bereits mit fünf Schlägen zurück. Jedoch gelangen ihm auf den Löchern 16 und 17 zwei Birdies und sein Gegner spielte die Löcher 15–17 Bogey, wodurch sie nach dem 17. Loch wieder gleichauf lagen. Das 18. Loch spielten beide Par, so musste der Sieger in einem Playoff ermittelt werden. Im 3-Loch Playoff spielte Bradley um einen Schlag besser als Dufner und gewann somit das Turnier.
Mit diesem Sieg kletterte er in der Weltrangliste von Platz 108 auf Platz 29.

### 2012
Bei den 2012 Northern Trust Open gelang ihm am letzten Loch ein langer Birdie Putt, welcher ihn in ein 3-Mann Playoff gegen Phil Mickelson und Bill Haas rettete. Er konnte das Playoff jedoch nicht gewinnen, da Bill Haas am 2. Extra Loch einen 15-Meter Putt versenkte und somit gewann.
Er war auch kurz davor, die 2012 WGC-Cadillac Championships zu gewinnen. Am zehnten Tee des letzten Tages hatte er die Führung inne, doch spielte er eine für ihn katastrophale 41 auf den letzten neun Löchern und fiel auf den geteilten achten Rang zurück.

## Turniersiege (9)

### PGA Tour (3)
| Legende                 |
| Major Turniere (1)      |
| Andere PGA-Turniere (2) |

| No. | Datum              | Turnier                        | Sieger-Score          | Vorsprung | Zweiter                                 |
| --- | ------------------ | ------------------------------ | --------------------- | --------- | --------------------------------------- |
| 1   | 29. Mai 2011       | HP Byron Nelson Championship   | –3 (66-71-72-68=277)  | Playoff   | Ryan Palmer                             |
| 2   | 14. August 2011    | PGA Championship               | –8 (71-64-69-68=272)  | Playoff   | Jason Dufner                            |
| 3   | 5. August 2012     | WGC - Bridgestone Invitational | –13 (67-69-67-64=267) | 1 Schlag  | Steve Stricker und Jim Furyk            |
| 4   | 10. September 2018 | BMW Championship               | −20 (66-64-66-64=260) | Playoff   | Justin Rose                             |
| 5   | 16. Oktober 2022   | Zozo Championship1             | −15 (66-65-66-68=265) | 1 Schlag  | Rickie Fowler und Andrew Putnam         |
| 6   | 25. Juni 2023      | Travelers Championship         | −23 (62-63-64-68=257) | 3 Schläge | Zac Blair und Brian Harman              |
| 7   | 25. August 2024    | BMW Championship (2)           | −12 (66-68-70-72=276) | 1 Schlag  | Ludvig Åberg, Sam Burns, und Adam Scott |

### NGA Hooters Tour Siege (2)
- 2008: Southern Dunes
- 2009: Texas Honing Open

### Andere Siege (4)
- 2011: PGA Grand Slam of Golf, Franklin Templeton Shootout (mit Brendan Steele)
- 2015: CVS Health Charity Classic (mit Jon Curran)
- 2016: CVS Health Charity Classic (mit Jon Curran)

## Major Turnier

### Gewonnen (1)
| Jahr | Turnier          | Nach 54 Löcher      | Sieger-Score         | Vorsprung | Zweiter      |
| ---- | ---------------- | ------------------- | -------------------- | --------- | ------------ |
| 2011 | PGA Championship | einen Schlag zurück | −8 (71–64–69–68=272) | Playoff 1 | Jason Dufner |

1 Besiegte Jason Dufner nach einem 3-Loch Playoff: Bradley (3–3–4=10) und Dufner (4–4–3=11)

### Resultate bei Major Championships
| Tournament            | 2011 | 2012 | 2013 | 2014 | 2015 | 2016 | 2017 | 2018 |
| --------------------- | ---- | ---- | ---- | ---- | ---- | ---- | ---- | ---- |
| The Masters           | DNP  | T27  | T54  | CUT  | T22  | T52  | DNP  | DNP  |
| US Open               | DNP  | T68  | CUT  | T4   | T27  | CUT  | T60  | CUT  |
| The Open Championship | DNP  | T34  | T15  | T19  | CUT  | T18  | DNP  | 79   |
| PGA Championship      | 1    | T3   | T19  | CUT  | T61  | T42  | T33  | T42  |

| Turnier               | 2019 | 2020 | 2021 | 2022 | 2023 | 2024 | 2025 |
| --------------------- | ---- | ---- | ---- | ---- | ---- | ---- | ---- |
| The Masters           | T43  | DNP  | DNP  | DNP  | T23  | T22  | CUT  |
| PGA Championship      | T29  | CUT  | T17  | T48  | T29  | T18  | T8   |
| US Open               | CUT  | CUT  | DNP  | T7   | CUT  | T32  |      |
| The Open Championship | CUT  | KT   | CUT  | CUT  | CUT  | CUT  |      |

LA= Bester Amateur

DNP = nicht teilgenommen

CUT = Cut nicht geschafft

„T“ geteilte Platzierung

KT = Kein Turnier (Ausfall wegen Covid-19)

Grüner Hintergrund für Sieg

Gelber Hintergrund für Top 10.

## Teilnahme an Mannschaftswettbewerben
- Ryder Cup: 2012
- Presidents Cup: 2013, 2024

## Spielweise
Keegan Bradley praktiziert einige sehr auffällige und ungewöhnliche Rituale in seiner Pre-Shot-Routine. So pflegt er sich vor dem Schwung zur Identifikation der Schlagrichtung hinter den Ball zu stellen, dabei mit leicht versetzten Füßen leicht zu trippeln und währenddessen den auf dem Boden aufgesetzten Schläger in seiner rechten Hand zu drehen. Diese Drehbewegung führt er auch oft aus, während er sich am Ball ausrichtet. Gelegentlich führt er Probeschwünge am Ball aus, indem er den Schläger zuerst wie bei einem Schlag hinter dem Ball aufsetzt, dann aber an der ihm zugewandten Seite neben dem Ball die Probeschwünge mit Bodenberührung ausführt. Ebenfalls ungewöhnlich ist seine Methode, auf den Greens die Puttlinie zu identifizieren: Er dreht dabei den Kopf leicht nach links geneigt um etwa eine Vierteldrehung nach rechts und „schielt“ gewissermaßen nach der Richtung.
Keegan Bradley verwendet einen Belly-Putter.
Er gehört tendenziell zu den „Long-Hittern“ auf der PGA-Tour. Für das Jahr 2012 wurde er von der PGA auf Rang 16 (von 191 aufgeführten Spielern) in der Kategorie „Driving Distance“ geführt, dabei wurde eine durchschnittliche Distanz von 302,7 yards gemessen.